# Capità Calçotets
Capità Calçotets (títol original en anglès: Captain Underpants: The First Epic Movie) és una pel·lícula estatunidenca d'animació 3D i comèdia basada en la col·lecció de llibres infantils del mateix nom. És una producció de DreamWorks dirigida per David Soren. Es va estrenar doblada al català el 9 de juny del 2017.

## Argument
Un parell d'alumnes entremaliats, en Jordi i l'Oriol, hipnotitzen el director del seu col·legi i el converteixen en el Capità Calçotets. Un superheroi molt peculiar amb una indumentària encara més peculiar.